# SYR2: Slaapkamers Met Slagroom
SYR2: Slaapkamers Met Slagroom je EP americké rockové kapely Sonic Youth. Patří do řady alb vydaných pod vydavatelstvím skupiny Sonic Youth Recordings (odtud zkratka SYR v názvu). Celé album je nizozemsky.

## Skladby
1. "Slaapkamers met slagroom" – 17:39
2. "Stil" – 7:25
3. "Herinneringen" – 3:26